# Erria
Erria A/S er en dansk børsnoteret maritim virksomhed.
Erria blev etableret i Marstal i 1992 som Fabricius & Co A/S, senere ændret til Rederiet Fabricius A/S og Fabricius Marine A/S.
Det har nu hovedkvarter i Køge og administrerende direktør er Henrik N. Andersen. Selskabet er beskæftiget med Shipping; Offshore, Container service og servicering af redningsflåder og brandudstyr.
I 2002 blev selskabet børsnoteret, og er i dag noteret på Nasdaq First North.
Storaktionærer i firmaet er blandt andre Ellegaard PTE (Singapore) , Harbour Group (Esbjerg) & JPJ Invest (Singapore).